# The Violent Bear It Away
The Violent Bear It Away é um romance da escritora americana Flannery O'Connor, sendo sua segunda obra do gênero. O enredo centra-se na história de Francis Marion Tarwater, um garoto de catorze anos, que tenta escapar do destino delimitado pelo seu tio-avô, um cristão fundamentalista, em levar a vida de profeta. Em sua fuga, Tarwater passa a viver com outro tio, um professor universitário ateu, que é pai de um garoto com síndrome de Down. 
Como em muitas obras de O'Connor, o romance mescla elementos do gênero gótico sulista, como humor negro e violência, com temas da religião cristã (especificamente, do catolicismo romano) -- como graça, redenção, misericórdia, teodiceia e livre-arbítrio.
Recebeu aclamação da crítica na época de seu lançamento, sendo indicado ao National Book Award em 1961 .
1. ↑  «National Book Awards 1961». nationalbook.org. Consultado em 19 de outubro de 2011